# 成吉思汗 蒼狼與白鹿IV
《成吉思汗 蒼狼與白鹿IV》是日本光荣公司在1998年發行的回合制戰略遊戲，架構以大蒙古國建立者成吉思汗為中心，但玩家也可選擇以世界上其他國家的君主身分遊玩。同系列遊戲自1985年推出第一作，本作已是系列的第四代，於1999年推出了威力加強版（PK版）。

## 概略
遊戲目的：玩家選取大地圖上的任何一個國家，透過發展內政、外交及征服，消滅其餘所有的勢力，統一亞洲、非洲及歐洲。
本作在遊戲內容、可使用國家，以及登場的史實人物，均比前作大幅增加。角色能力值，分為「政治、戰鬥、智謀」三項，以100為上限。兵種屬性分為「步兵、騎兵、弓兵、水軍」，以S級為上限。另有內政及戰鬥特技，兩者都有6種技能。
遊戲亦使用大地圖進行，以首都為首，玩家可以因應需要，派遣將軍建設各種設施（首都本身只能設置，不能廢除，直到威力加強版推出後，才追加「廢都」功能，將選址不佳的首都廢棄。此外，在威力加強版裡，玩家可在遊戲開始前，創立最多三個新勢力，並可自由在大地圖上建設首都）。
按照首都在大地圖的不同地域，全部勢力共分為蒙古、中國、日本、印度、伊斯蘭、東歐及西歐等七種不同的文化圈，不同的文化圈有各自的背景音樂，亦有各自的建築風格。
本作的特色之一，是「寶物」系統的設定。寶物對文化（包括：農耕、畜牧、武器、戰術、航海、建築、學術、藝術、醫術及工藝等10個範疇）有不同程度的加成影響，部分寶物亦會影響國王的子女出生率（朝鲜人参）、獲取特別兵種等。在遊戲開始時，部分城市已擁有若干寶物。玩家可以透過攻佔城市、外交贈送等方法，獲取別國的寶物。
本作承接上代的生子系統，玩家可透過舉辦宴會，邀請王妃參與（邀請武將參加宴會，能提升其忠誠度），並有機會與王妃共渡良宵。及後，有一定機率產下兒子（能成為武將）或女兒（能成為公主），玩家能夠將之改名，亦能將武將委托付與於王族進行教育。

## 各篇章
本作的通常版有兩個劇本，威力加強版（PK版）再追加兩章﹕
- 第一章﹕奔馳於草原上的狼（通常、PK共通）

以成吉思汗建立蒙古的歷史為主軸，時間設定始於1189年。
遊戲中的劇本介紹﹕12世紀末，在戰亂不斷的蒙古高原上，一個叫鐵木真的年輕人被擁戴為汗（王）。鐵木真戰勝了宿敵札木合，在蒙古高原確立了霸權，受尊稱為成吉思汗。同時，在西方基督教國的聖地奪回運動也愈加激化，獅子心王理查等所率的十字軍，為了奪取聖地耶路撒冷而經常和伊斯蘭的英雄撒拉丁發生衝突。各路英雄之間的紛爭，把歐亞大陸捲入戰亂的風暴之中。
- 第二章﹕蒼狼的末裔（通常、PK共通）

由成吉思汗的子孫忽必烈為主角，時間設定始於1271年。
遊戲中的劇本介紹﹕13世紀，席捲了歐亞大陸的蒙古帝國，被成志思汗的孩子們分而治之。
其中，支配著中國的忽必烈汗仿效中國傳統，定國號為元。出兵遠征東南亞、朝鮮、日本等地，並把目標放在統一全亞細亞之上。同時在西方正呈現著蒙古、伊斯蘭、基督教國這三國勢力互相牽制的僵局。成吉思汗死後，歐亞大陸又再陷入混沌的戰亂時代。
- PK版第一章﹕群狼的咆哮（PK版）

故事以窩闊臺繼位開始，通常版未有出場的拖雷首次出現，時間設定始於1229年。
遊戲中的劇本介紹﹕13世紀前半葉，偉大的蒙古領導者－成吉思汗病故了。成吉思汗死後，蒙古的勢力仍然在繼續擴張。新任的窩闊臺汗繼承父親的遺志，派遣精銳的騎兵軍團馳聘於大陸的四面八方。歐亞大陸上的許多國家，將要再一次被馳聘在草原上的馬蹄聲所吞沒。
- PK版第二章﹕出現在西域的狼（PK版）

以明朝建立，與北元對抗、以及帖木兒帝國崛起為背景，時間設定始於1370年。
遊戲中的劇本介紹﹕14世紀後半葉，忽必烈汗所創建的元朝，因帝位繼承問題而戰亂不斷，加之連年災害而衰落了。朱元璋創建了明朝，並完成了復興漢民族的使命，把蒙古人趕回了故鄉的北方草原上。然而，在中亞的西域裡一隻狼甦醒了。自稱是成吉思汗子孫的帖木兒建立起了一個強大的帝國。明朝與帖木兒帝國的對立，即將重新在歐亞大陸引發新的戰亂。

## 登場人物

### 蒙古
蒙古帝國/元

| - 成吉思汗 - 拙赤 - 孛禿 - 窩闊臺 - 察合臺 - 拖雷 - 貴由 - 蒙哥 - 忽必烈 - 博爾朮 - 博爾忽 | - 木華黎 - 哲別 - 速不臺 - 者勒蔑 - 赤老溫 - 庫必來 - 納牙阿 - 合撒兒 - 帖木格 - 旭烈兀 - 嚴實 - 鎮海 | - 塞邑得 - 鄔力易哈壹 - 張柔 - 阿黎珂布卡 - 拉扶芒 - 巴顏 - 阿利卡亞 - 阿朱 - 阿夫瑪都 - 洪茶丘 - 獨魯吉 - 夫凱齊 | - 秦吉姆 - 闊闊出 - 杜根 - 張弘範 - 史天澤 - 郭守敬 - 托昆帖木兒 - 阿由西里拉拉 - 擴廓帖木兒 | 札答蘭部 - 札木合 - 塔陽汗 - 屈出律 - 泰察爾 - 術赤臺 - 庫爾答爾 - 塔塔東格 | 克烈部 - 脫斡鄰勒汗 - 亦剌合桑昆 - 札合敢不 - 必勒格別乞 - 格利西母連(豁里失列門) - 阿林大師 - 特都恩 |

### 華北/華南
| 明朝 - 朱元璋 - 徐達 - 李善長 - 藍玉 - 建文帝 - 齊泰 - 鄭和 - 朱棣 - 胡惟庸 - 姚廣孝 - 李文忠 - 方孝儒 - 王蒙 - 鄭和 | 金 - 金章宗 - 金哀宗 - 胡沙虎 - 完顏福興 - 衛紹王 - 完顏胡沙 - 完顏陳和尚 - 耶律楚材 - 耶律留哥 - 耶律阿海 - 長春真人 - 李壇 - 元好問 - 郭侃 | 西夏 - 仁宗 - 李仁友 - 李純佑 - 李安全 - 阿珈岡博 | 南宋 - 孝宗 - 趙惇 - 真德秀 - 文天祥 - 張世傑 - 陸秀夫 - 朱熹 - 陸象山 - 李治 - 魏了翁 - 史彌遠 - 賈似道 - 程大昌 - 理宗 - 度宗 - 呂文煥 | 李朝 (越南) - 高宗 - 惠宗 - 陳守度 | 陳朝 (越南) - 太宗 - 藝宗 - 睿宗 - 陳興道 - 聖宗 - 陳平仲 |

| - 孝心 - 崔忠獻 - 李奎報 - 高宗 - 明宗 - 元宗 - 金方慶 - 金通精 - 金慶孫 - 恭愍王 - 李成桂 - 崔茂萱 | - 撒乞阿盤第 - 桑菊 - 托克帕別乞 - 奘卡葩 - 夏契亞榭 - 巴思巴 - 恰克那 - 林錢恩 |

### 日本
| 鐮倉幕府 - 源賴朝 - 源範賴 - 北條時政 - 北條義時 - 大江廣元 - 田山重忠 - 熊谷直實 - 那須與一 - 北條泰時 - 北條時氏 - 北條經時 - 北條時賴 | - 三浦泰村 - 安達景盛 - 安達義景 - 蘭溪道隆 - 北條宗政 - 大友賴康 - 北條時宗 - 安達泰盛 - 平賴綱 - 少貳景資 - 少貳資能 - 竹崎季長 - 北條貞時 - 足利尊氏 - 新田義貞 - 楠木正成 | 平泉政權 - 藤原泰衡 - 藤原國衡 - 源義經 - 武藏坊辨慶 | 室町幕府 - 足利義滿 - 細川賴之 - 斯波義將 - 山名氏清 - 大內義弘 - 今川貞元 - 足利丸滿 - 土歧賴康 - 楠木正儀 - 蜷川智蘊 |

### 東南亞
| 阿尤達雅朝 - 波羅馬拉賈 - 喇美思安 - 拉瑪拉結 | 蒲甘朝 - 提珞明彔 - 賈司瓦 - 印答邋提得 - 那羅梯訶波帝 - 切烏斯瓦 - 邦母安 | 吳哥王朝 - 迦牙伏曼 - 撒姆太克 - 札卡 |

### 印度
| 哥魯朝 - 哥里 - 吉牙思 - 艾捫克 - 齊爾吉 - 卡巴差 - 赤魯迪克(亦魯迪斯) - 札意恰都 - 赤速梯 - 亦魯吐咪師 | 德里蘇丹朝 - 巴爾邦 - 阿米爾赫斯羅 - 肯路巴特 - 赫如芨 - 非爾夏 - 托活客 - 哈非 | 龐得亞朝 - 龐的亞一世 - 韋朗達 | 韋加雅那格爾王國 - 部迦 - 哈里哈拉 | 印度諸王朝 - 庫羅吐嘎 - 加那帕梯 - 普利特比拉吉 - 巴拉拉 - 瑪拉紋曼 - 喇麻倡都拉 - 哪拉申哈 |

### 土耳其斯坦
1. ↑  (遊戲人物列傳1262-1285)(真金太子)(史實1243-1286)(生卒年比較後，秦吉姆最多可能是忽必烈十一子鐵蔑赤)(遊戲內秦吉姆的人物列傳：
"忽必烈汗之子。其名字源自成吉思汗。對中國文化有很深的造詣，是帝位繼承者的期待人選，但不幸早逝",蒙古文對比,真金 Чингим  ,成吉思汗 Чингис хаан,鐵蔑赤 Тэмүчи.另外真金太子對中國文化有很深的造詣記載和遊戲內秦吉姆的傳記相符,而鐵蔑赤無記載,人物列傳生卒可能為制作時出錯可能性較高,另外遊戲日文原版秦吉姆為チンギム,真金太子日版wiki為チンキム,可以作參考
2. ↑  依遊戲人物列傳,格利西母連是克烈族的武將。為成吉思汗的屬下術赤臺擊敗.比較接近的人和事為豁里失列門於合闌真沙陀之戰被朮赤台擊敗.格利西母連 日文為ゴリ シムレン,豁里失列門 日文為ゴリ シレムン,相信KOEI由成吉思汗3 元朝秘史已誤植
3. ↑  依遊戲人物列傳,孛拉西一世為"匈牙利國王‧彥洛雷之子。父王死後繼承王位。把受蒙古軍攻擊而發生的國內混亂巧妙地平定了" 孛拉西一世登場為第二時期(1247年)歷史上1247年匈牙利國王為貝拉四世,貝拉四世父王為安德烈二世 II. Endre (エンドレ/彥洛雷/安道爾),推論孛拉西一世所指為貝拉四世
4. ↑  參照日本原版遊戲,厄貝爾日本原版名為(エルベール),再參照日本維基百科西西里晚祷战争條目,有一位オルレアンのエルベール(Herbert of Orléans)厄貝爾很大機會是Herbert的翻譯